# Evropská cena obnovy vesnice
Evropská cena obnovy vesnice (Europäischer Dorferneuerungspreis) je mezinárodní soutěž venkovských obcí, kterou pořádá od roku 1990 jednou za dva roky Evropská pracovní společnost pro rozvoj venkova a obnovu vesnice (Europäische ARGE (=Arbeitsgeselschaft) Landentwicklung und Dorferneuerung) se sídlem ve Vídni. Do této soutěže postupují zástupci jednotlivých států či zemí, například za Českou republiku vítězové celostátních kol Vesnice roku z předchozích dvou let, z Německa vítěz soutěže Unser Dorf hat Zukunft (Naše vesnice má budoucnost) atd. V soutěži je oceňována dlouhodobá snaha venkovských obcí o všestranný rozvoj. Soutěži dominují obce německojazyčných zemí, ale účastní se i obce dalších zemí zejména střední Evropy. 
Pro každý ročník je vyhlašováno motto, které vyjadřuje jeho tematické zaměření a určuje jednu z kategorií cen. Například v roce 2012 to bylo „Na stopě budoucnosti“, v roce 2010 „Nová energie pro silnou spolupráci“. 
Hlavní Evropskou cenu obnovy vesnice za příslušný rok získává vždy jedna obec. Většině účastnických obcí je pak udělena cena v některé ze tří kategorií: Evropská cena obnovy vesnice za celistvý, udržitelný a mottu soutěže odpovídající rozvoj výjimečné kvality, Evropská ceny obnovy vesnice za výjimečné výsledky ve více oblastech rozvoje 
vesnice a Evropská cena obnovy vesnice za výjimečné výsledky v jednotlivých oblastech rozvoje vesnice. V roce 2012 byly mezi oceněnými obce z Německa (10), Rakouska (4), Polska (3), Švýcarska (2, vč. hlavní ceny), České republiky (2),  Maďarska (2), Nizozemska (1), Lucemburska (1), Belgie (1), Slovenska (1) a Slovinska (1). Hlavní cenu dosud získalo 5 rakouských obcí, 3 německé a po jedné obce z Lucemburska, Nizozemska, Itálie a Česka.

## Vítě a Českaové
- 1990 Dorfbeuern,  Rakousko
- 1992 Illschwang,  Německo
- 1994 Steinbach an der Steyr,  Rakousko
- 1996 Beckerich,  Lucembursko
- 1998 Obermarkersdorf,  Rakousko
- 2000 Kirchlinteln,  Německo
- 2002 Großes Walsertal,  Rakousko
- 2004 Ummendorf (Börde),  Německo
- 2006 Koudum (obec Nijefurd),  Nizozemsko
- 2008 Sand in Taufers (Jižní Tyroly),  Itálie
- 2010 Langenegg,  Rakousko
- 2012 Vals,  Švýcarsko[2]
- 2014 Tihany,  Maďarsko
- 2016 Fließ,  Rakousko
- 2018 Hinterstoder,  Rakousko
- 2024 Kostelní Lhota,  Česko